# Marie-Clémentine de Habsbourg-Lorraine
Pour les articles homonymes, voir Marie-Clémentine d'Autriche (homonymie).
Marie-Clémentine de Habsbourg-Lorraine, archiduchesse d'Autriche puis princesse de Salerne (née le 1er mars 1798 à Vienne et morte le 3 septembre 1881 à Chantilly) est la fille de François II, empereur romain germanique jusqu'en 1806, devenu François Ier d'Autriche à partir de 1804, et de Marie-Thérèse de Bourbon-Naples. Elle est - entre autres - la sœur de Marie-Louise, impératrice des Français, et de Marie-Léopoldine, impératrice du Brésil. Elle est donc la tante des empereurs Pierre II du Brésil et François-Joseph d'Autriche, de la reine Marie II de Portugal et du duc de Reichstadt. Elle eut pour gendre le duc d'Aumale chez qui elle finit ses jours en 1881. 

## Biographie
Marie-Clémentine de Habsbourg-Lorraine est mariée avec dispense papale à son oncle Léopold-Michel de Bourbon des Deux-Siciles, prince de Salerne (1790-1851). Les méfaits de la consanguinité étaient alors ignorés. De cette union naîtront : 
- une fille mort-née (1819-1819)
- Marie-Caroline-Auguste (1822-1869)[2], épouse en 1844 son cousin Henri d'Orléans, duc d'Aumale (1822-1897)
- Louis-Charles (1824-1824)
- une fille mort-née (1829-1829)

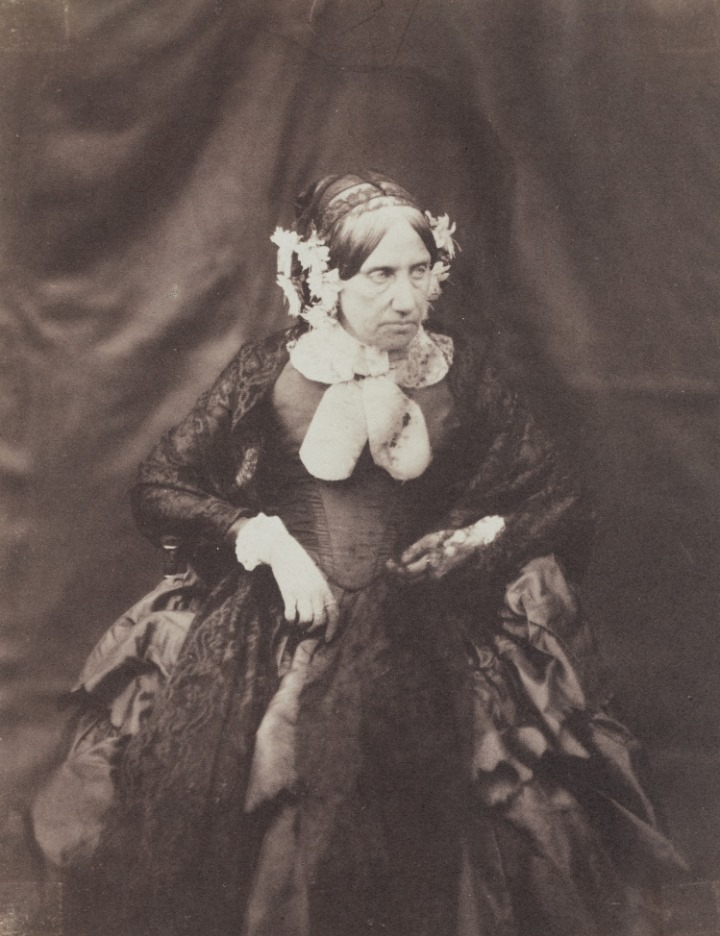
Photographie de la princesse de Salerne vers la fin de sa vie.

En 1825, le roi Ferdinand Ier meurt.Son fils lui succède sous le nom de François Ier mais meurt dès 1830 laissant à son tour le trône à son fils Ferdinand II. En 1848, la révolution met à mal les dynasties Européennes : en France, la monarchie de Juillet s'effondre et la famille royale se réfugie en Angleterre. En Autriche et dans le royaume des Deux-Siciles, les dynasties se maintiennent non sans avoir usé de violences. 
À la mort du prince de Salerne (1851), Marie-Clémentine quitte Naples pour vivre auprès de sa fille et de son gendre, alors en exil à Twickenham, près de Londres. En 1859, le roi Ferdinand  II des Deux-Siciles s'éteint. Son fils François II lui succède. Cependant, le royaume des Deux-Siciles est annexé par le nouveau royaume  d'Italie en 1861 et la famille royale se réfugie dans les états du  pape puis en Autriche. 
La princesse de Salerne perd l'aîné de ses petits-fils en 1866 puis sa fille en 1869 mais reste auprès de son gendre et vient s'établir en France avec lui après 1871. Le duc d'Aumale l'installe dans la belle « maison de Nonette », propriété qu'il possède au fond du parc de Chantilly. Elle perd son second et dernier petit-fils en 1872. La France est de plus en plus dominée par les républicains mais le duc d'Aumale fait figure d'autorité morale bien au delà des cercles monarchistes.
La princesse de Salerne meurt à Chantilly le 3 septembre 1881 à l'âge de 83 ans. En premier lieu inhumée en la basilique Santa Chiara de Naples, nécropole des rois des Deux-Siciles, elle repose désormais dans la chapelle royale de Dreux, nécropole de la famille d'Orléans.